# Alphabet occitan
Pour connaître toutes les règles de prononciation des lettres, ainsi que d'accentuation, voir : Prononciation de l'occitan.
L’alphabet occitan est une variante de l'alphabet latin. 

## Liste et ordre des lettres
Selon la norme classique de l'occitan (en cours d'étude au Conseil de la langue occitane), l'alphabet occitan comporte 23 lettres dans l'ordre suivant :
A B C D E F G H I J (K) L M N O P Q R S T U V (W) X (Y) Z
Les lettres K, W et Y sont considérées comme étrangères et s'emploient uniquement dans des mots d'origine étrangère, petit à petit intégrés à l'occitan, comme whisky, watt, Kenya. Elles peuvent s'intercaler dans l'alphabet occitan selon l'ordre alphabétique international.

## Nom des lettres
Les noms des lettres sont :
| Lettre | Orthographe                       | Phonétique (Prononciation standard, au Moyen Âge, par défaut) | Phonétique (Autres prononciations régionales, indiquées si elles sont différentes)                     |
| ------ | --------------------------------- | ------------------------------------------------------------- | --- |
| A a    | a                                 | [ˈa]                                                          | |
| B b    | be, be (n)auta                    | [ˈbe, ˈbe ˈ(n)awtɒ]                                           | auv. [ˈbə, ˈbə ˈ(n)awtɔ], niç. va. [ˈbe, ˈbe ˈ(n)awta]                                                 |
| C c    | ce                                | [ˈse]                                                         | auv. [ˈsə]                                                                                             |
| D d    | de                                | [ˈde]                                                         | auv. [ˈdə]                                                                                             |
| E e    | e                                 | [ˈe]                                                          | auv. [ˈə]                                                                                              |
| F f    | èfa                               | [ˈɛfɒ]                                                        | auv. lim. [ˈefɔ], niç. va. [ˈɛfa]                                                                      |
| G g    | ge                                | [ˈd͡ʒe]                                                        | auv. [ˈdzə], lim. [ˈdze], gas. [ˈʒe]                                                                   |
| H h    | acha                              | [ˈat͡ʃɒ]                                                       | auv. lim. [ˈatsɔ], niç. va. [ˈatʃa]                                                                    |
| I i    | i                                 | [ˈi]                                                          | |
| J j    | ji                                | [ˈd͡ʒi]                                                        | lim. [ˈdzi]                                                                                            |
| (K k)  | ca                                | [ˈka]                                                         | |
| L l    | èla                               | [ˈɛlɒ]                                                        | auv. lim. [ˈelɔ], niç. va. [ˈɛla]                                                                      |
| M m    | èma                               | [ˈɛmɒ]                                                        | auv. lim. [ˈemɔ], niç. va. [ˈɛma]                                                                      |
| N n    | èna                               | [ˈɛnɒ]                                                        | auv. lim. [ˈenɔ], niç. va. [ˈɛna]                                                                      |
| O o    | o (ò)                             | [ˈu (ˈɔ)]                                                     | |
| P p    | pe                                | [ˈpe]                                                         | auv. [ˈpə]                                                                                             |
| Q q    | cu                                | [ˈky]                                                         | auv. [ˈkjy]                                                                                            |
| R r    | èrra                              | [ˈɛr:ɒ]                                                       | auv. lim. [ˈerɔ], niç. [ˈɛʀa], va. [ˈɛra], pro. [ˈɛʀɔ]                                                 |
| S s    | èssa                              | [ˈɛsɒ]                                                        | auv. lim. [ˈesɔ], niç. va. [ˈɛsa]                                                                      |
| T t    | te                                | [ˈte]                                                         | auv. [ˈtə]                                                                                             |
| U u    | u                                 | [ˈy]                                                          | |
| V v    | ve, ve bassa (gas. ve, ve baisha) | [ˈbe, ˈbe ˈβasɒ]                                              | auv. [ˈvə, ˈvə ˈbasɔ], lim. pro. [ˈve, ˈve ˈbasɔ], niç. va. [ˈve, ˈve ˈbasa] gas. [ˈbe, ˈbe ˈβaʃɔ]     |
| (W w)  | ve dobla                          | [ˈbe ˈduplɒ]                                                  | auv. [ˈvə, ˈvə ˈdublɔ], lim. pro. [ˈve, ˈve ˈdublɔ], niç. va. [ˈve, ˈve ˈdubla] gas. [ˈbe, ˈbe ðuˈβlɔ] |
| X x    | ixa                               | [ˈitsɒ]                                                       | auv. lim. pro. gas. [ˈiksɔ], niç. va. [ˈiksa]                                                          |
| (Y y)  | i grèga                           | [ˈi ˈgrɛgɒ]                                                   | auv. lim. [ˈi ˈgregɔ], pro. [ˈi ˈgrɛgɔ], niç. va. [ˈi ˈgrɛga]                                          |
| Z z    | izèda                             | [iˈzɛdɒ]                                                      | auv. lim. [iˈzedɔ], pro. [iˈzɛdɔ], niç. va. [iˈzɛda]                                                   |

Les lettres sont féminines : una èfa, una ce, la te. Éventuellement, elles peuvent aussi être masculines : un èfa, un ce, lo te, auquel cas les noms féminins be nauta (B), ve bassa (V), ve dobla (W) et i grèga (Y) deviennent au masculin be naut, be bas, ve doble et i grèc.
L'élision est fréquente devant une lettre commençant par une voyelle, ainsi que l'atteste Frédéric Mistral dans Lo Tresaur dau Felibritge : l'èfa, l'i (plus classique que le f, le i).

## Signes diacritiques
Pour une explication plus détaillée des signes diacritiques, voir : Prononciation de l'occitan > signes diacritiques ainsi que Prononciation de l'occitan > règles d'accentuation.
Quelques signes diacritiques servent à modifier ou à préciser la prononciation des lettres de l'alphabet occitan.
- L’accent grave ( ` ) peut se trouver sur à, è, ò.
- L’accent aigu ( ´ ) peut se trouver sur á, é, ó, í, ú.
- Le tréma ( ¨ ) peut se trouver sur ï, ü.
- La cédille ( ¸ ) peut se trouver sous ç.
- Le ponch interior ou en français point intérieur ( · ) peut se trouver entre les consonnes suivantes : n·h et s·h. Il s'utilise en gascon.

Les signes diacritiques sont autant obligatoires sur les majuscules que sur les minuscules. Cette règle aide à préciser la lecture : Índia, Àustria, Sant Çubran, FÒRÇA, SOÏSSA, IN·HÈRN (et non pas India*, Austria*, Sant Cubran*, FORCA*, SOISSA*, INHERN*).